# Афганіт
«Афганіт» — російський комплекс активного захисту (КАЗ), розроблений ким? коли? для захисту машинах сімейства Армата (танк Т-14, БМП Т-15 тощо) від протитанковий ракетних комплексів (ПТРК) на кшталт FGM-148 Javelin.

## Принцип роботи
Відстрілює капсулу, при підриві якої утворюється хмара зі диму та металевих диполів, що заважає ГСН ракети навестися на ціль.

## Характеристики
На даний час (листопад 2016 року) немає жодного документально-підтвердженого матеріалу тактико-технічної характеристики цього комплексу.